# 近藤三助
近藤 三助（こんどう さんすけ、安永3年（1774年） - 文政2年（1819年））は、江戸時代後期の武州多摩郡戸吹村（現・東京都八王子市戸吹町）名主、剣豪。天然理心流剣術2代目宗家。諱は方昌（みちまさ）。

## 生涯
安永3年（1774年）、多摩郡名主・坂本戸右衛門の長男として生まれた。
剣の使い手として知られ、近藤内蔵之助は三助と手合わせし天然理心流を編み出したともいわれる。その後、天然理心流指南免許を受けて、跡取りのいない近藤内蔵之助の養子となり天然理心流2代目を襲名した。
文政2年（1819年）、相原村（現町田市相原）で客死。多くの弟子を育てたが、弟子に指南免許を与えられず、後に天然理心流の継承に混乱が生じた。墓は、桂福寺（東京都八王子市戸吹町193）にある。また、追悼碑が東京都町田市相原の清水寺（せいすいじ）にある。
八王子千人同心と言われるが、何処の家を継いだか不明。

## 三助の主な弟子
- 漆原権左衛門 - 三助の死後、初代・内蔵之助の弟子・小幡万兵衛より指南免許を受けたといわれる。
- 桑原永助 - 三助の死後、小幡万兵衛より指南免許を受けたといわれる。
- 島崎周助 - 後の近藤周助。新選組局長近藤勇の養父。剣術皆伝。天然理心流剣術3代目宗家を継承した。
- 増田蔵六 - 八王子千人同心。三助より剣術、柔術、棒術の皆伝を受ける。八王子にて多くの弟子を育てる。指南免許は小幡万兵衛より受けたといわれる。
- 松崎和多五郎 - 小幡万兵衛より指南免許を受けたといわれる。
- 松崎正作